# Луни (Белуно)
Луни (итал. Luni) је насеље у Италији у округу Белуно, региону Венето.
Према процени из 2011. у насељу је живело 133 становника. Насеље се налази на надморској висини од 345 м.